# 胶湖水库
胶湖水库是中国福建省福州市平潭县境内的一座水库，建于1975年。水库正常库容为940万立方米，集雨面积为10平方千米，海拔为16米。